# Florentino Ameghino (partido)
Florentino Ameghino est un partido de la province de Buenos Aires fondé en 1991 dont la capitale est Ameghino.